# Universidad de Saint Andrews
La Universidad de Saint Andrews es una universidad pública ubicada en el pequeño pueblo de St Andrews, en el condado de Fife, Escocia. Es la universidad más antigua de Escocia y la tercera más antigua del mundo de habla inglesa. Fue fundada en el siglo XV, entre 1410 y 1413, y en la actualidad sigue siendo una de las universidades más prestigiosas del país, posicionándose tras las universidades de Oxbridge.
La universidad es relativamente pequeña, con una población entre empleados y estudiantes de unos 9000. La universidad está estrechamente integrada con la ciudad de Saint Andrews. Se divide en cuatro facultades de Artes, Teología, Ciencia y Medicina.
Si bien la mayoría de la investigación en Saint Andrews se produce dentro de las escuelas académicas, una serie de centros e institutos abordan proyectos más amplios como los que se encuentran en el Centro de Ética, Filosofía y Asuntos Públicos.

## Historia
La Universidad de Saint Andrews fue fundada en 1410 en el priorato de la Catedral de Saint Andrews y recibió una bula papal del Papa de Aviñón Benedicto XIII en 1413. Pronto, la universidad tuvo un importante crecimiento: se estableció una facultad de Pedagogía en 1418, el Saint Salvator's College en 1450, Saint Leonard's College en 1511, y Saint Mary's College en 1537. Algunas de dichas instituciones y edificios siguen existiendo en la actualidad, como la Saint Salvator's Chapel, situada en el Saint Salvator's Quadrangle, que actualmente alberga varios departamentos de la universidad. En el momento de su fundación, la Universidad de Saint Andrews tenía un marcado carácter religioso, y gran parte de la enseñanza corría a cargo de los propios Agustinos de la Catedral.
La Universidad mantuvo durante los siguientes siglos su importancia y su influencia en Escocia; contribuyó al brillante periodo dieciochesco denominado Ilustración escocesa junto con las universidades de Glasgow, Edimburgo y Aberdeen; sin embargo, durante el siglo XIX el número de alumnos descendió de forma considerable hasta llegar a ser menos de 150 en la década de 1870. En parte para solucionar este problema, la universidad fundó una facultad en Dundee, que se convertiría en un centro pionero en investigación médica y científica que más tarde se independizaría para convertirse en la Universidad de Dundee. Durante el siglo XX, especialmente en su segunda mitad, la universidad recuperó el prestigio perdido con el aumento del número de matriculaciones, no solo de Escocia sino de todo Reino Unido y de otras partes del mundo, en especial de Estados Unidos. En la actualidad la universidad da acogida a unas 11.655 personas entre profesores y estudiantes.

## Facultades y departamentos
La Universidad de St. Andrews cuenta actualmente con las siguientes facultades, subdivididas a su vez en departamentos.
- Biología
- Medicina (Bute Medical School)
- Física y Astronomía
- Química: School of Chemistry
- Ciencias de la Tierra, Geología y ambientales.
- Informática
- Matemáticas y Estadística
- Dirección de empresas
- Economía
- Relaciones Internacionales
- Inglés (con un centro especializado en Enseñanza de Lengua Inglesa (ELT: English Language Teaching)
- Lenguas modernas
- Geografía
- Historia del Arte
- Historia
- Teología
- Estudios Clásicos
- Filosofía y Antropología, con una sección de estudios cinematográficos
- Psicología

Además, la Universidad alberga la Royal Scottish Academy of Music and Drama (Real Academia Escocesa de Música y Drama).